# Augusto Midana
Augusto Midana (ur. 20 maja 1984) – zapaśnik z Gwinei Bissau walczący w stylu wolnym. Czterokrotny olimpijczyk. Siódmy w Londynie 2012 (74 kg); czternasty w Rio de Janeiro 2016 (74 kg); siedemnasty w Pekinie 2008 i jedenasty w Tokio 2020 (74 kg). Walczył w kategorii 74 kg. Podczas otwarcia igrzysk olimpijskich w Londynie niósł flagę narodową.
Pięć razy brał udział w mistrzostwach świata, jego najlepszy wynik to czternaste miejsce w 2011. Brązowy medalista igrzysk afrykańskich w 2007 i jedenasty w 2019.
Dziewięciokrotny medalista mistrzostw Afryki, w tym sześć razy złoty w: 2010, 2011, 2012, 2014, 2015 i 2016. Siedemnasty w indywidualnym Pucharze Świata w 2020. Trzeci na MŚ w zapasach plażowych w 2009 roku.
- Turniej w Pekinie 2008

Przegrał z Gruzinem Gelą Saghirashvilim.
- Turniej w Londynie 2012

Wygrał z Ricardo Robertym z Wenezueli i przegrał z Gruzinem Dawitem Chuciszwilim.